# Upside Down
Pour les articles homonymes, voir Upside Down (homonymie).
Singles de Diana Ross
It's My House
(1979) I'm Coming Out
(1980)
Upside Down est un single interprété par Diana Ross et écrit par Nile Rodgers et Bernard Edwards du groupe Chic. Sortie en 1980 par Motown, la chanson est extraite de l'album Diana (1980).
La chanson a atteint la 1re place du Billboard Hot 100 en 1980. Elle a été reprise ou échantillonnée par Salt-n-Pepa, Kid Rock, Missy Elliott, Destiny's Child, Alcazar (chanson This Is the World We Live In), Puff Daddy, Risquée, Collette, Carol Cool ou encore MC Lyte (chanson Cold Rock a Party, avec Missy Elliott).

## Classements et certifications
| Classement (1980)                      | Meilleure position |
| -------------------------------------- | ------------------ |
| Afrique du Sud (Springbok Radio)       | 1                  |
| Allemagne (Media Control AG)           | 3                  |
| Australie (Kent Music Report)          | 1                  |
| Autriche (Ö3 Austria Top 40)           | 2                  |
| Belgique (Flandre Ultratop 50 Singles) | 3                  |
| Belgique (Flandre VRT Top 30)          | 3                  |
| Canada (100 Singles)                   | 5                  |
| Canada (Adult Oriented Playlist)       | 1                  |
| Canada (CHUM)                          | 8                  |
| Danemark (Tracklisten)                 | 1                  |
| Espagne (AFYVE)                        | 15                 |
| États-Unis (Billboard Hot 100)         | 1                  |
| États-Unis (Cash Box)                  | 1                  |
| États-Unis (Hot Dance Club Play)       | 1                  |
| États-Unis (Hot Soul Singles)          | 1                  |
| États-Unis (Record World)              | 1                  |
| Europe (Eurochart Hot 100)             | 1                  |
| Finlande (Suomen virallinen lista)     | 3                  |
| France (SNEP)                          | 2                  |
| Irlande (IRMA)                         | 3                  |
| Israël (Reshet Gimmel)                 | 2                  |
| Italie (FIMI)                          | 1                  |
| Norvège (VG-lista)                     | 1                  |
| Nouvelle-Zélande (RMNZ)                | 1                  |
| Pays-Bas (Nederlandse Top 40)          | 2                  |
| Pays-Bas (Single Top 100)              | 3                  |
| Royaume-Uni (UK Singles Chart)         | 2                  |
| Suède (Sverigetopplistan)              | 1                  |
| Suisse (Schweizer Hitparade)           | 1                  |

| Classement (1980)                | Position |
| -------------------------------- | -------- |
| Afrique du Sud (Springbok Radio) | 11       |
| Australie (Kent Music Report)    | 15       |
| Belgique (Flandre Ultratop 50)   | 12       |
| Canada (Top 100 Singles)         | 52       |
| États-Unis (Billboard Hot 100)   | 18       |
| États-Unis (Cash Box)            | 4        |
| France (SNEP)                    | 41       |
| Italie (FIMI)                    | 8        |
| Pays-Bas (Nederlandse Top 40)    | 7        |
| Pays-Bas (Single Top 100)        | 17       |
| Suisse (Schweizer Hitparade)     | 4        |

### Certifications
| Pays              | Certification | Date             | Ventes  |
| ----------------- | ------------- | ---------------- | ------- |
| Canada (CRIA)     | Platine       | 1er février 1981 | 10 000  |
| États-Unis (RIAA) | Or            | 16 décembre 1981 | 500 000 |
| Royaume-Uni (BPI) | Argent        | 1er août 1981    | 200 000 |